# Gouarec
Gouarec (bretonisch Gwareg) ist eine französische Gemeinde mit 912 Einwohnern (Stand: 1. Januar 2022) im Département Côtes-d’Armor in der Region Bretagne. Sie gehört zum Arrondissement Guingamp und zum Kanton Rostrenen. Zudem ist der Ort Mitglied des 1993 gegründeten Gemeindeverbands Kreiz-Breizh. Die Einwohner werden Gouarécains/Gouarécaines genannt.

## Geographie
Gouarec liegt etwa 44 Kilometer südwestlich von Saint-Brieuc im Südwesten des Départements Côtes-d’Armor.

## Bevölkerungsentwicklung

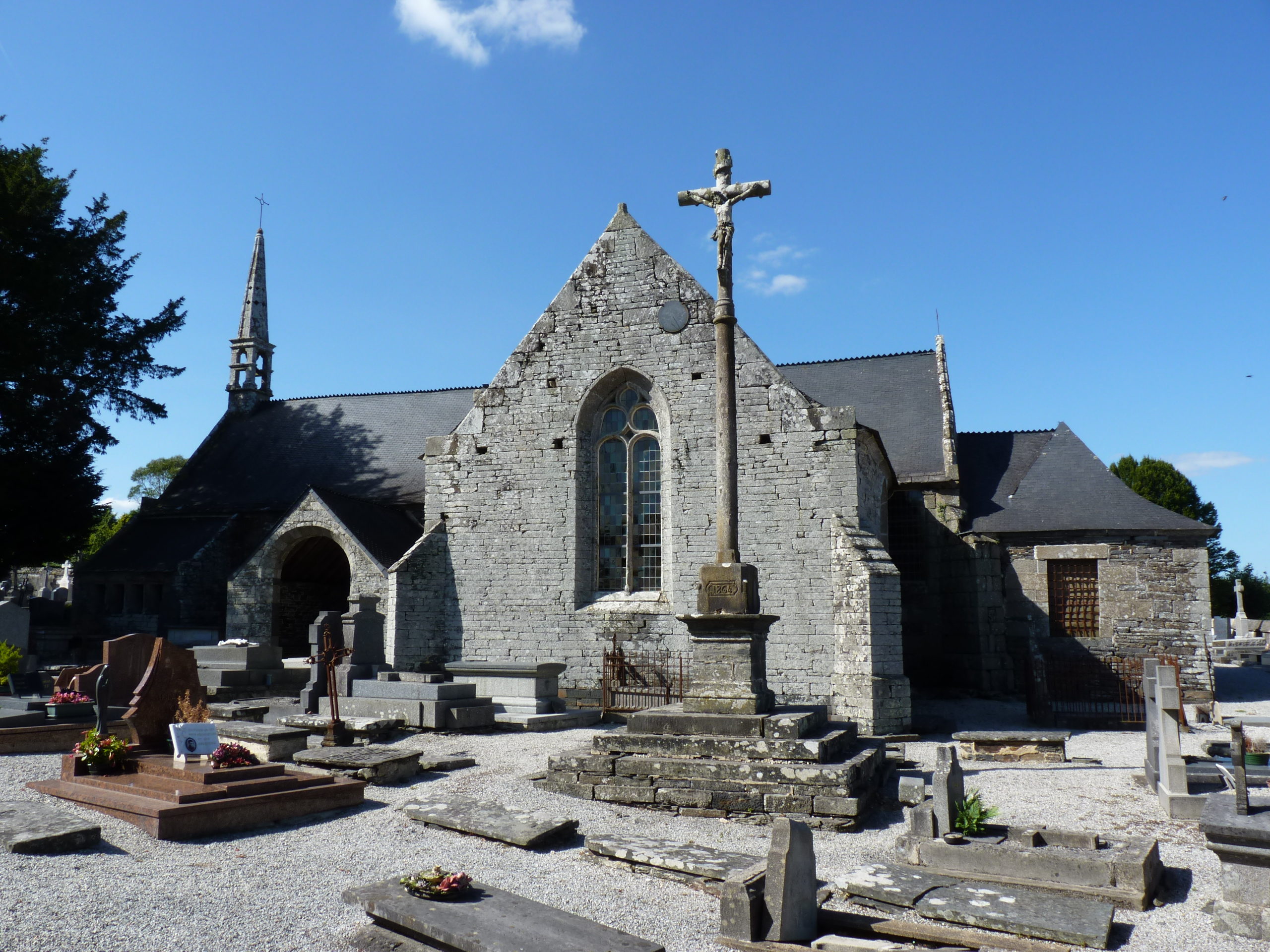
Kapelle Saint-Gilles

| Jahr                       | 1793 | 1821 | 1831 | 1846 | 1861 | 1901 | 1931 | 1962 | 1968 | 1975 | 1982 | 1990 | 1999 | 2006 | 2012 |
| Einwohner                  | 687  | 631  | 806  | 806  | 873  | 825  | 628  | 721  | 771  | 819  | 1012 | 1026 | 952  | 965  | 906  |
| Quellen: Cassini und INSEE |      |      |      |      |      |      |      |      |      |      |      |      |      |      |      |

## Baudenkmäler
Siehe: Liste der Monuments historiques in Gouarec